# Xung đột biên giới Trung–Xô
Cuộc xung đột biên giới Trung-Xô năm 1969 là một loạt các vụ đụng độ vũ trang giữa Liên Xô và Cộng hòa Nhân dân Trung Hoa, xảy ra vào lúc cao điểm của sự chia rẽ giữa Trung Quốc và Liên Xô trong thập niên 1960. Một hòn đảo trên sông Ussuri có diện tích 0,74 km² mà người Trung Hoa gọi là Trân Bảo và Liên Xô gọi là Damansky (Остров Даманский) gần như đưa Liên Xô và Trung Quốc vào chiến tranh năm 1969.

## Xung đột biên giới năm 1969
Căng thẳng gia tăng trong cuối thập niên 1960 dọc theo biên giới dài 4.380 km (2.738 dặm Anh) nơi 658.000 binh sĩ Xô Viết đối đầu 814.000 lính quân Trung Quốc. Vào ngày 2 tháng 3 năm 1969 một đơn vị biên phòng Xô Viết đã bị lính Trung Quốc phục kích. Trong trận này, phía Trung Quốc đã huy động sử dụng lực lượng tinh nhuệ lựa chọn từ 3 quân đoàn và 1 đại đội trinh sát trực thuộc quân đoàn (đều là các đại đội tăng cường quân số trên 200 người). Đêm 1/3, lính Trung Quốc bí mật lên đảo Trân Bảo (Liên Xô gọi là đảo Damanski) mai phục. Sáng hôm sau (2/3), một phân đội "nhử mồi" do Trạm trưởng biên phòng Tôn Ngọc Quốc lên đảo tuần tra; phía Liên Xô lập tức cho quân lên đảo xua đuổi. Hơn 70 binh sĩ Liên Xô lên đảo bị lọt vào trận địa phục kích của lính Trung Quốc. Sau hơn một giờ kịch chiến, toán lính Liên Xô bị tiêu diệt hầu như toàn bộ: 38 người bị giết (Liên Xô công bố bị chết 31 người), 22 người bị thương, 2 xe quân sự bị phá hủy, 1 xe bị hỏng; phía Trung Quốc chết 17 người, bị thương 35.
Sau mấy ngày im ắng, các ngày 15 và 17/3, quân đội hai bên tiếp tục xung đột ác liệt. Ngày 15/3, Liên Xô cho một tổ trinh sát 6 người tiến hành quan sát khu vực phía Nam đảo Damanski. Đến khoảng 10h sáng, tổ trinh sát báo cáo lực lượng Trung Quốc có khoảng 1 trung đoàn bộ binh, có pháo binh cơ giới, súng cối và 2 xe tăng yểm trợ đang kéo tới. Lực lượng chủ lực Liên Xô được đưa tới, triển khai chiến đấu sau 30 phút. Theo lời Đại tá Nicolas Popov, người trực tiếp tham gia trận này, trận đánh diễn ra suốt 9 giờ, hai bên giành đi giật lại hòn đảo đến 8 lần. Khác với trận ngày 2/3 chỉ có lực lượng biên phòng tham gia, lần này khi Trung Quốc sử dụng lực lượng quân đội chính quy, phía Liên Xô cũng sử dụng 1 trung đoàn bộ binh cơ giới với hỏa lực phối thuộc mạnh, cuối cùng họ đã đuổi được quân Trung Quốc khỏi hòn đảo và cho gài mìn dày đặc trước khi rút lực lượng khỏi đảo.
Liên Xô còn trả đũa bằng cách pháo kích vào các nơi tập trung quân Trung Quốc tại Mãn Châu và tấn công đảo Damansky/Trân Bảo vào ngày 15/3/1969 bằng vũ khí mới là xe tăng T-62 và pháo phản lực 40 nòng BM-21 "Grad"; phía Trung Quốc phản công bằng pháo chống tăng, DKZ, súng RPG và pháo mặt đất đặt sâu trong nội địa Trung Quốc. Lần đầu tiên, Liên Xô đã sử dụng 1 tiểu đoàn pháo phản lực BM-21 "Grad" 40 nòng pháo kích kéo dài 10 phút vào sâu lãnh thổ Trung Quốc đến 20 km. Theo Liên Xô, kết quả của đợt tập kích là toàn bộ lực lượng thê đội dự bị, kho tàng, trang thiết bị quân sự, các trạm cung cấp đạn và cơ sở vật chất cùng với binh lực của Trung Quốc bị tổn thất nặng nề.
Lực lượng Xô Viết tuyên bố rằng trong trận đánh ngày 15/3, Trung Quốc thiệt hại 800 người trong khi Xô Viết chỉ có 60 chết hoặc bị thương. Còn phía Trung Quốc thì tuyên bố Liên Xô chết hơn 60 người (có 1 Đại tá, 1 Trung tá), bị thương hơn 80, 14 xe quân sự bị phá hủy, trong khi Trung Quốc chết 12, bị thương 27 người. Đáng chú ý, 1 xe tăng T-62 (loại xe tăng mới của Liên Xô thời đó) bị bắn hỏng nằm lại đảo. Từ ngày 17/3 đến 1/4, Trung Quốc cử đặc nhiệm tới nhằm chiếm giữ chiếc xe tăng này để nghiên cứu công nghệ. Trong cuộc chiến giành giật chiếc xe tăng này, Trung Quốc thương vong thêm 42 người bởi pháo binh của Liên Xô. Cuối cùng, Liên Xô đã dùng pháo binh bắn thủng lớp băng để chiếc T-62 chìm xuống lòng sông. Đến ngày 27/4, phía Trung Quốc nhân đêm tối cho thợ lặn hải quân bí mật xuống sông móc cáp, trục vớt thành công chiếc xe tăng kéo về Nhà máy đại tu xe tăng 6409 ở Phủ Thuận tiến hành sửa chữa rồi đưa về Thẩm Dương nghiên cứu; đến tháng 6/1969 thì đưa về Bắc Kinh trưng bày trong Bảo tàng quân sự Trung Quốc.
Đụng độ giữa hai bên tiếp diễn qua mùa xuân và mùa hè năm đó. Kết thúc cuộc xung đột, Trung Quốc tuyên bố họ đã tiêu diệt 230 lính Liên Xô, phá hủy 19 xe tăng và thiết giáp và chỉ bị thương vong 92 người. Trong khi phía Liên Xô công bố họ thương vong 152 người (58 chết, 94 bị thương) và cho rằng Trung Quốc đã chịu thương vong gần 1.000 binh sĩ, trong đó riêng trận đánh ngày 15/3 phía Trung Quốc bị tổn thất 600 người.
Liên Xô tuyên bố rằng Quân đội Trung Quốc dùng chiến thuật tiến công trong khi xung quanh đầy thường dân, nông dân, và súc vật. Sau một vài lần đụng độ liên tiếp trong khu vực này và trong Trung Á, mỗi bên chuẩn bị cho cuộc đối đầu hạt nhân. Tới tháng 8/1969, Giám đốc CIA Richard Helms thông báo với báo chí rằng, lãnh đạo Xô-viết đã bí mật hỏi ý kiến các chính phủ nước ngoài về quan điểm của họ đối với một cuộc tấn công phủ đầu nhằm vào Trung Quốc.
Theo tố cáo của Trung Quốc, ngày 13/8/1969, phía Liên Xô sử dụng hàng trăm quân được xe tăng, thiết giáp yểm trợ vượt biên giới sang phục kích lực lượng biên phòng Trung Quốc ở khu vực Tilekati, huyện Dục Dân, Tân Cương, diệt gọn đội tuần tra Trung Quốc gồm 38 người.
Chỉ khi Thủ tướng Liên Xô Aleksey Kosygin viếng thăm Bắc Kinh trên đường trở về sau tang lễ Chủ tịch Hồ Chí Minh của Việt Nam Dân chủ Cộng hoà tại Hà Nội thì một giải pháp chính trị đã làm nguội dần tình hình. Tranh chấp biên giới tạm ngưng, nhưng chưa thật sự được dàn xếp ổn thoả, và cả hai phía tiếp tục tăng cường lực lượng quân sự của họ dọc theo biên giới.

## Thương thuyết biên giới trong thập niên 1990
Một số cuộc thảo luận phân định biên giới nghiêm túc đã diễn ra cho đến ngay trước khi Liên Xô tan rã năm 1991. Đặc biệt, cả hai phía đồng ý rằng đảo Damansky/Trân Bảo là của Trung Quốc (cả hai đều tuyên bố hòn đảo này đang nằm dưới quyền kiểm soát của họ vào lúc đạt được thỏa thuận).
Ngày 17 tháng 10 năm 1995, thỏa thuận về một đoạn biên giới dài 54 km cuối cùng đã đạt được, nhưng câu hỏi về việc kiểm soát ba hòn đảo trên sông Amur và sông Argun bị bỏ ra ngoài vòng giải quyết.
Trong một thỏa thuận giữa Nga và Trung Quốc, được ký vào ngày 14 tháng 10 năm 2004, có nói rằng cuộc tranh chấp cuối cùng đã được giải quyết. Theo thỏa thuận, Trung Quốc được giao quyền kiểm soát Đảo Tarabarov (Ngân Long Đảo) và khoảng 50% Đảo Bolshoy Ussuriysky (Hắc Hạt Tử đảo) gần Khabarovsk. Ủy ban Chấp hành của Đại hội Đại biểu Nhân dân Toàn Quốc ký thông qua thỏa thuận này vào ngày 27 tháng 4 năm 2005 và Viện Duma của Nga thông qua sau đó vào ngày 20 tháng 5 năm 2005. Việc chuyển giao hoàn thành xong vào ngày 2 tháng 6 năm 2005 khi thỏa ước được Bộ trưởng Ngoại giao Trung Hoa Lý Triệu Tinh và Bộ trưởng Ngoại giao Nga Sergei Lavrov ký.
Đến đây, toàn bộ đường biên giới Trung-Nga dài 4.300 km được xác định xong. Tháng 10/2008, chính phủ hai nước đã tổ chức lễ khánh thành cột mốc phân định biên giới đoạn Đông giữa hai nước trên đảo Hắc Hạt Tử. Hiện nay đảo Trân Bảo cùng các đảo Thất Lý Tâm, Kabozi gần đó đều đã thuộc về Trung Quốc. Trên đảo Trân Bảo hiện nay có một đơn vị biên phòng đồn trú và tỉnh Hắc Long Giang đã tôn tạo lại các địa điểm xảy ra trận đánh năm xưa cùng với một phòng trưng bày.